# Koreański Uniwersytet Języków Obcych
Koreański Uniwersytet Języków Obcych (kor. 한국외국어대학교; ang. Hankuk University of Foreign Studies) – południowokoreańska uczelnia niepubliczna założona w 1954 roku. Składa się z dwóch kampusów: w Seulu i w Yongin.
| - Wydział Języka Angielskiego - Katedra Języka Angielskiego - Katedra Literatury Angielskiej i Amerykańskiej - Katedra Tłumaczeń Języka Angielskiego - Wydział Języka Chińskiego - Język chiński - Literatura chińska - Studia Regionalne nad Chinami - Wydział Języka Japońskiego - Język japoński - Literatura Japońska - Studia Regionalne nad Japonią - Wydział Języków Zachodnich - Katedra Języka Francuskiego - Katedra Języka Niemieckiego - Katedra Języka Rosyjskiego - Katedra Języka Hiszpańskiego - Katedra Języka Włoskiego - Katedra Języka Portugalskiego (Brazylijskiego) - Katedra Języka Niderlandzkiego - Katedra Języka Skandynawskiego - Wydział Języków Orientalnych - Katedra Języka Malajskiego i Indonezyjskiego - Katedra Języka Arabskiego - Katedra Języka Tajskiego - Katedra Języka Wietnamskiego - Katedra Języka Hindi - Katedra Języka Tureckiego i Azerbejdżańskiego - Katedra Języka Irańskiego - Katedra Języka Mongolskiego - Wydział Nauk Społecznych - Katedra Nauk Politycznych - Katedra Administracji - Dział Informacji Publicznej - Specjalność Prasowa - Specjalność Reklama i Promocja - Dział Informacji Publicznej - Specjalność Telewizyjna i Radiowa - Katedra Studiów Otwartych - Wydział Biznesu - Katedra Handlu Międzynarodowego - Katedra Ekonomii - Wydział Nauczycielski - Katedra Nauczania Języka Angielskiego - Katedra Nauczania Języka Francuskiego - Katedra Nauczania Języka Niemieckiego - Katedra Nauczania Języka Koreańskiego - Wydział Zarządzania Globalnego - Katedra Zarządzania - Wydział Studiów Międzynarodowych | - Wydział Tłumaczy Ustnych i Pisemnych - Katedra Języka Angielskiego - Specjalność Tłumaczenia Języka Angielskiego - specjalność Tłumaczenia Handlowe - Specjalność Tłumaczenia Literatury - Specjalność Anglistyka - Katedra Tłumaczeń Języka Niemieckiego - Katedra Tłumaczeń Języka Hiszpańskiego - Katedra Tłumaczeń Języka Włoskiego - Katedra Tłumaczeń Języka Chińskiego - Katedra Tłumaczeń Języka Japońskiego - Katedra Tłumaczeń Języka Tajskiego - Katedra Tłumaczeń Języka Arabskiego - Katedra Tłumaczeń Języka Malajskiego i Indonezyjskiego - Wydział Studiów Europy Wschodniej - Katedra Języka Rosyjskiego - Katedra Języka Polskiego - Katedra Języka Rumuńskiego - Katedra Języka Czeskiego i Słowackiego - Katedra Języka Węgierskiego - Katedra Języka Serbskiego i Chorwackiego - Katedra Języka Ukraińskiego - Wydział Języka i Literatury - Katedra Języka Francuskiego - Katedra Języka Portugalskiego (Brazylijskiego) - Katedra Języka Greckiego i Bułgarskiego - Katedra Języka Hindi - Katedra Azji Środkowej - Katedra Studiów Afrykanistycznych - Specjalność Afryka Wschodnia - Specjalność Afryka Zachodnia - Specjalność Afryka Południowa - Wydział Humanistyczny - Katedra Filozofii - Katedra Historii - Katedra Lingwistyki i Nauk Poznawczych - Wydział Biznesu - Katedra Zarządzania Międzynarodowego - Katedra Ekonomii - Katedra Zarządzania Systemami Informacyjnymi - Wydział Nauk Przyrodniczych - Katedra Matematyki, Wydział Statystyki - Specjalność Matematyka - Specjalność Statystyka - Katedra Fizyki i Elektroniki - specjalność Fizyka - Specjalność Elektronika - Katedra Środowiska, Biologii, Chemii - Specjalność Środowisko - Specjalność Biotechnologia - Specjalność Biochemia - Wydział Inżynierii - Katedra Technik Komputerowych i Komunikacyjnych - Specjalność Techniki Komputerowe - Specjalność Techniki Komunikacyjne - Katedra Inżynierii Informacji i Elektroniki - Specjalność Elektronika - Specjalność Informacja Cyfrowa - Katedra Inżynierii Przemysłowej - Specjalność Inżynieria Systemów Przemysłowych - Specjalność Inżynieria Informacji Przemysłowej - Wydział Sportów Rekreacyjnych |